# Nad Sylvan

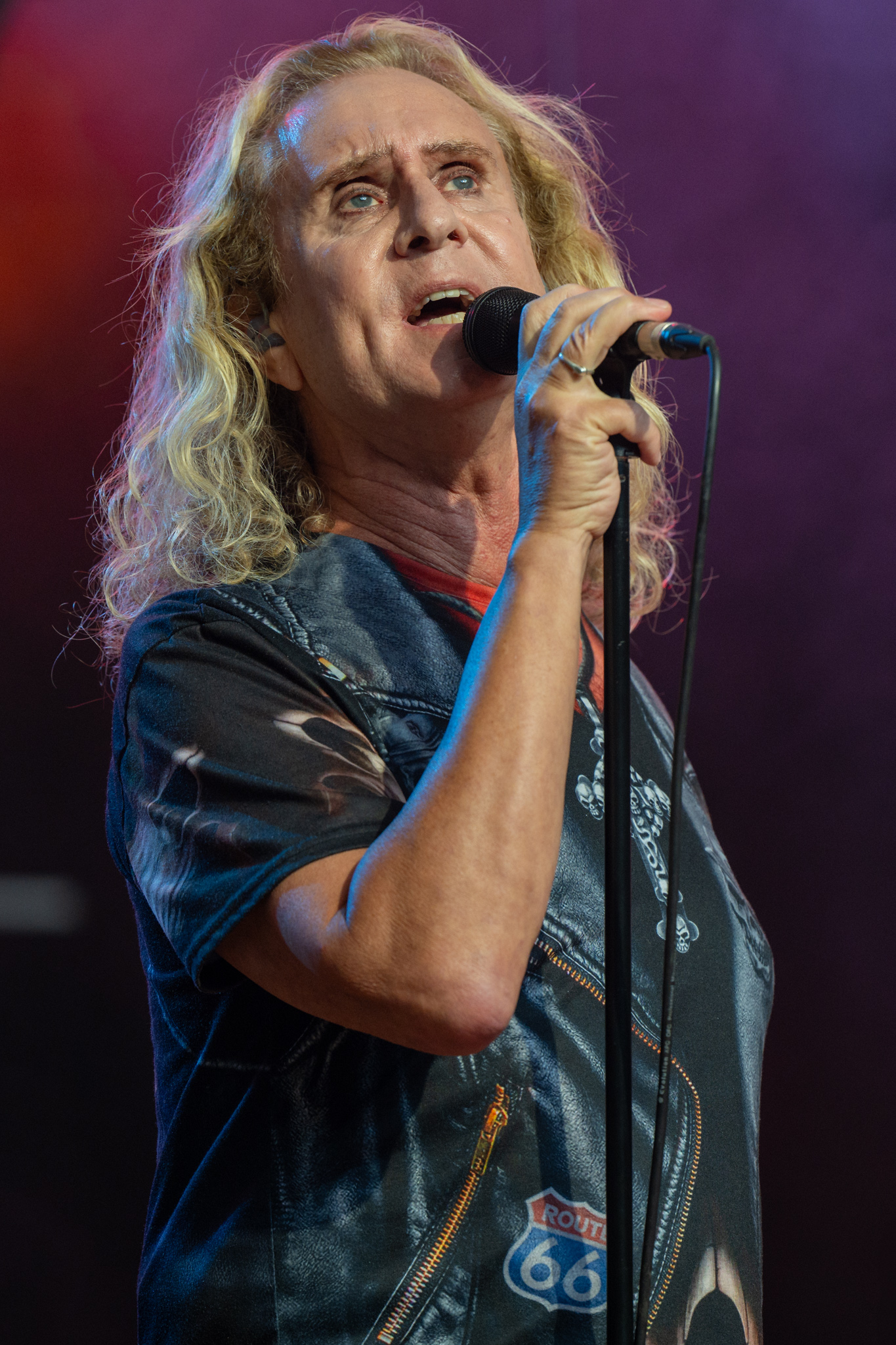
Nad Sylvan (2024)

Nad Sylvan, de artiestennaam van Hugh Erik Stewart (Verenigde Staten, West Covina, 4 juni 1959), is een Zweeds zanger binnen de progressieve rock.

## Biografie
Hij is zoon van een Amerikaanse vader en Zweedse moeder. Na zijn geboorte trok het gezin naar Zweden, waar de vader niet kon aarden en weer vertrok. Na de echtscheiding nam de aanstaande zanger de naam Christopher Stewart aan. Hij werd door zijn grootouders opgevoed in en om Malmö, waar hij ook piano leerde spelen. Zij waren dan ook belangrijk met hun muzikale invloeden van The Beatles en de Rolling Stones. Al op de middelbare school (omstreeks zijn 15e levensjaar) begon hij met muziek maken in bandjes met namen als The Hooks, White Lightning, Envoy en Avenue. In die jaren raakte hij onder invloed van de progressieve rock van onder meer Genesis, Yes, Gentle Giant en Camel. Met een bandje onder de naam Hasse Carlsson & the  Tectives mocht hij het voorprogramma verzorgen tijdens twee concerten van Lionel Richie in Stockholm waar 12.000 toeschouwers op afkwamen, een zangersloopbaan zag hij al in de dop gesmoord; zijn stem ging aan gort. Hij trok zich langere tijd terug uit de actieve muziekwereld en nam wat eigen muziek op. Het zou leiden tot zijn eerste studioalbum The home recordings (later uitgebracht als downloadalbum onder de titel Blue waters), waarvan er slechts enkele van geperst en verkocht werden. Opnieuw veranderde hij zijn naam, ditmaal vanwege een commerciëlere uitstraling: Nad Sylvan (Sylvan is daarbij de geboortenaam van zijn moeder). In 1997 zag zijn eerste echte studio-opname met de titel The life of a housewife; het is dan 1997. Een tweede album Sylvanite volgde in 2003. Hij ontmoette vervolgens Bonamici, de toetsenist van de Genesis-coverband The Musical Box en besloten een album met Genesisgelijkende muziek op te nemen. De samenwerking liep uit op het album Unifaun. De muziek viel op bij Roine Stolt, multi-instrumentalist van The Flower Kings en zij maken een aantal albums op onder de bandnaam Agents of Mercy.
In 2012 nam zijn carrière opnieuw een wending. Gitarist Steve Hackett nam met Nad Sylvan contact op om te vragen of hij wilde meewerken aan het opnemen en uitvoeren van gearrangeerde/bewerkte muziek van Genesis, de band waar Hackett in de jaren 70 van de 20e eeuw lid van was. Hackett is dan al enige tijd bezig de muziek uit die jaren in een nieuw jasje te steken en in de nieuwe versies uit te voeren. Sylvan stemde toe en maakte sindsdien deel uit van de band van Hackett. Daarbij vond hij nog wat tijd voor eigen albums.

## Discografie

### Onder eigen naam
- 1997: The life of a housewife
- 2003: Sylvanite
- 2015: Courting the widow
- 2017: The bride said no
- 2019: The regal bastard
- 2021: Spiritus mundi

### Unifaun
- 2008: Unifaun

### Agents of Mercy
- 2009: The fading ghosts of twilight
- 2010: The power of two (live-album samen met Karmakanic)
- 2010: Dramarama
- 2012: The black forest

### Steve Hackett
- 2012: Genesis revisited II
- 2013: Genesis revisited: Live at Hammersmith
- 2014: Genesis revisited: Live at the Royal Albert Hall
- 2018: Wuthering nights: Live in Birmingham

- Bibliothèque nationale de France: cb170209648 (data)
- Gemeinsame Normdatei: 1133033911
- International Standard Name Identifier: 0000 0004 5886 205X
- MusicBrainz: 498d9549-8ca9-4000-aaa1-154d2c6290e6
- Virtual International Authority File: 22145541705696601200
- WorldCat: E39PBJjddBw7dYVDffV6qkMF8C